# Chiesa di San Costantino (Pozzomaggiore)
La chiesa  di San Costantino è un edificio religioso situato a Pozzomaggiore, centro abitato della Sardegna nord-occidentale. Consacrata al culto cattolico, fa parte della parrocchia di San Giorgio, diocesi di Alghero-Bosa.
Edificata all'inizio del ventesimo secolo in stile liberty neoromanico/bizantino, è dedicata a Costantino il Grande, imperatore romano venerato come santo localmente in Sardegna, Tirolo, Sud Italia e Toscana e universalmente dalla Chiesa cristiana ortodossa.
L'edificio è stato eretto a seguito di un voto dei reduci della prima guerra mondiale. Ad essa sono legati il culto di san Costantino e l'ardia che si corre durante le sagre che si tengono ogni anno il 6-7 luglio e il 31 agosto-1º settembre.